# Bruno Sammartino
Bruno Leopoldo Francesco Sammartino, noto semplicemente come Bruno Sammartino (Pizzoferrato, 6 ottobre 1935 – Pittsburgh, 18 aprile 2018), è stato un wrestler italiano naturalizzato statunitense. Soprannominato "The Living Legend of Professional Wrestling" ("la leggenda vivente del wrestling"), è conosciuto principalmente per i suoi trascorsi nella World Wide Wrestling Federation, dove è stato il più grande campione del mondo nella storia della federazione: 2.803 giorni, cioè circa sette anni e otto mesi (regno più lungo di tutti i tempi). Ha detenuto il titolo anche una seconda volta (regno durato 1.237 giorni) per un totale di undici anni complessivi (4.040 giorni: record assoluto).
Trasferitosi a Pittsburgh all'età di quindici anni e noto anche come "The Italian Strongman" ("l'italiano forzuto") e "The Original Italian Stallion" ("lo stallone italiano originale"), ha portato al tutto esaurito il Madison Square Garden per un record di centottantotto volte. Il suo stile era orientato principalmente verso il mat wrestling ma l'uso di manovre che richiedevano grande forza fisica, il suo spiccato carisma e il fatto che apparisse sempre come il classico bravo ragazzo contribuirono a renderlo uno dei wrestler più popolari tra gli anni sessanta e ottanta, specialmente nella costa est degli Stati Uniti.
Nel 2013 è stato introdotto nella WWE Hall of Fame dall'amico di lunga data Arnold Schwarzenegger, mentre il 5 agosto 2017 è stata eretta una statua in suo onore nella sua città natale.

## Vita privata
Nato a Pizzoferrato, lasciò l'Italia con la famiglia nel 1947, che emigrò a Pittsburgh in cui era presente una comunità pizzoferratese. Da adolescente soffrì di febbre reumatica e rachitismo e iniziò a praticare sport per contrastare questa patologia. Durante il liceo si dedicò al sollevamento pesi e alla lotta libera. Prima di diventare wrestler professionista lavorava come carpentiere nei cantieri edili di Pittsburgh.

## Carriera

### Gli inizi (1959-1963)
La sua carriera ebbe inizio nel 1959: lottò per alcuni federazioni locali di Pittsburgh, per la Capitol Wrestling Corporation e principalmente nei territori di New York e Toronto.

### World Wide Wrestling Federation (1963-1972)

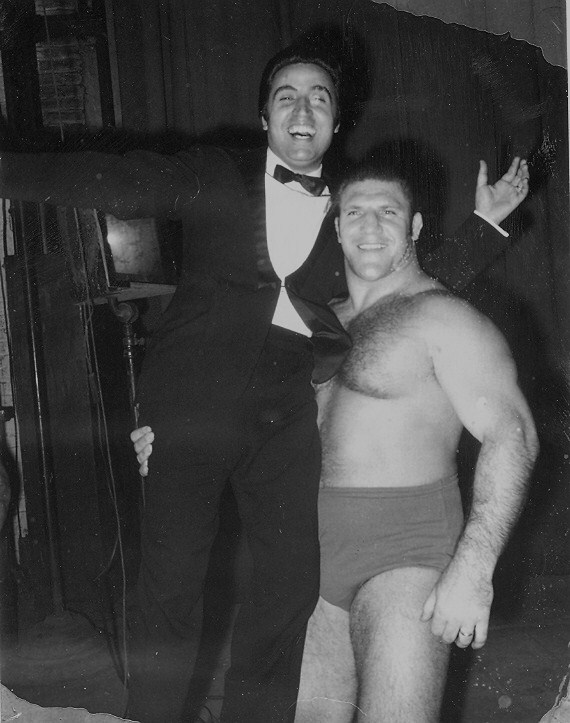
Bruno Sammartino (a destra) insieme a Mario Trevi nel 1965

Arrivò alla World Wide Wrestling Federation (WWWF) nel 1963 e pochi mesi dopo, il 17 maggio di quello stesso anno, vinse il suo primo WWWF World Heavyweight Championship contro "The Nature Boy" Buddy Rogers, che sconfisse in 48 secondi. Il primo regno di Sammartino durò per circa sette anni e otto mesi (2.803 giorni) di fila, stabilendo il record da campione mondiale in WWWF più duraturo di sempre; con il suo secondo regno da campione, durato circa quattro anni (1.237 giorni), Sammartino riuscì a detenere tale titolo per un totale di undici anni e otto mesi. In seguito al trionfo su Buddy Rogers del 1963 affrontò e sconfisse, durante il suo primo regno da campione, alcuni tra i più blasonati wrestler del periodo: Killer Kowalski, Crusher Verdu, Waldo Von Erich, George "The Animal" Steele, "Classie" Freddie Blassie, Haystacks Calhoun e Gorilla Monsoon.
Il 17 gennaio 1971 il pubblico presente al Madison Square Garden fu testimone della prima sconfitta di Sammartino: dopo sette anni di regno Ivan Koloff pose fine al regno da campione di Sammartino e conquistò il titolo. La reazione dei 22.000 spettatori al termine del conteggio arbitrale fu di incredulità e stupore e le cronache parlano di un silenzio di tomba che riempì il Madison Square Garden nei secondi successivi alla sconfitta di Sammartino.

### World Wrestling Association (1972-1973)
Abbandonata la WWWF, Sammartino partecipò ai tornei di altre federazioni come la World Wrestling Association (WWA) vincendo, il 7 luglio 1973 in coppia con Dick the Bruiser, il WWA World Tag Team Championship. Il duo, chiamato "Annihilation Inc.", sconfisse il tag team composto da Ernie "Big Cat" Ladd e Baron Von Raschke e riuscì a mantenere il titolo per quasi sei mesi, prima di essere sconfitti dai Valiant Brothers.

### Ritorno in WWWF (1973-1987)
Al suo ritorno nella WWWF affrontò Pedro Morales per il WWWF World Heavyweight Championship, ma ne uscì sconfitto. Successivamente Morales perse il titolo contro Stan Stasiak, il 1º dicembre 1973, ma il regno di questi fu di breve durata: dopo nove giorni, il 10 dicembre 1973, Sammartino riconquistò il titolo sconfiggendo proprio Stasiak.

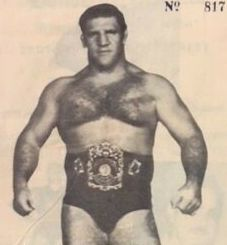
Bruno Sammartino, "The Italian Strongman"

I quattro anni successivi, a detta dello stesso Sammartino, furono ben più duri dei precedenti sette: affrontò infatti per la difesa del titolo molti wrestler come Ken Patera, Superstar Billy Graham, Ivan Koloff, Bruiser Brody, Nikolai Volkoff, Baron Von Raschke, Bobby Duncum, Mr. Fuji, i Valiant Brothers, Toru Tanaka, Angelo Mosca e Ox Baker. Il suo secondo regno come campione durò tre anni, quattro mesi e venti giorni.
Sammartino si impegnò a fondo, viaggiando senza sosta per tutti gli Stati Uniti, arrivando a disputare fino a sei match in una sola settimana, offrendo sempre il massimo per portare al wrestling quella credibilità e quel rispetto che in passato gli erano stati negati. Sammartino si è sempre schierato in difesa dell'autenticità sportiva del wrestling, contestando la sua identificazione come una finzione o "sport entertainment".

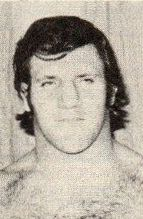
Bruno Sammartino agli inizi degli anni settanta

Tra i più ostici wrestler incontrati dal campione merita una menzione speciale il texano Stan Hansen, il quale gli provocò un serio infortunio: il 26 aprile 1976 Hansen colpì Sammartino con una clothesline talmente forte da fratturargli alcune vertebre del collo. Colui che pose fine al suo secondo regno di campione fu Superstar Billy Graham, che lo sconfisse usando le corde illegalmente per vincere match e titolo.
Nel 1980 iniziò una faida con il suo ex allievo Larry Zbyszko che durò un mese e terminò con la vittoria di Sammartino in uno steel cage match davanti a oltre 22.000 spettatori. La sua carriera stava inesorabilmente giungendo alla fine, ma affrontò comunque wrestler più giovani di lui come "Rowdy" Roddy Piper, "Macho Man" Randy Savage e Adrian Adonis. Proprio in quegli anni iniziò a presentarsi al pubblico suo figlio David, con il quale disputò degli incontri di coppia.
Il 29 agosto 1987 disputò il suo ultimo match in coppia con Hulk Hogan: i due sconfissero King Kong Bundy e One Man Gang, segnando un vero e proprio passaggio di testimone.
Di lì a poco Sammartino lasciò il ring per intraprendere la carriera di commentatore televisivo dei match della WWF; dopo vent'anni di idillio con la WWF, il rapporto venne però interrotto bruscamente a causa di divergenze professionali e gestionali avute con il proprietario Vince McMahon.

### Ring of Honor (2006-2007)
Sammartino ha effettuato un'apparizione speciale per la federazione indipendente Ring of Honor il 16 settembre 2006 nel corso dell'evento svoltosi a Manhattan. Ha dichiarato di aver partecipato allo show perché la ROH rappresenta il wrestling come dovrebbe essere. Ha posato per diverse foto nel backstage con il Naomichi Marufuji e Bryan Danielson. Ha inoltre partecipato alla registrazione di un'intervista condotta da Jim Cornette. Sammartino prese parte al primo show della ROH svoltosi durante la settimana di WrestleMania a Detroit il 30 marzo 2007, effettuando un promo sul ring per elogiare nuovamente la ROH e i suoi wrestler prima di essere interrotto da Larry Sweeney.

### Adriatic Wrestling League (2011)
L'8 ottobre 2011 ha preso parte, come ospite speciale, a uno show della Adriatic Wrestling League, federazione italiana con sede in Abruzzo; è salito sul ring ripercorrendo i suoi primi anni di carriera, quando sopravvissuto a una brutta malattia, riuscì ad allenarsi nella lotta olimpica e nel sollevamento pesi fino a diventare un lottatore professionista. Durante il resto dello show si è seduto a bordo ring per osservare tutti i match, risalendo infine su di esso per festeggiare il suo compleanno insieme a tutto il roster dell'AWL.

### WWE Hall of Fame (2013)

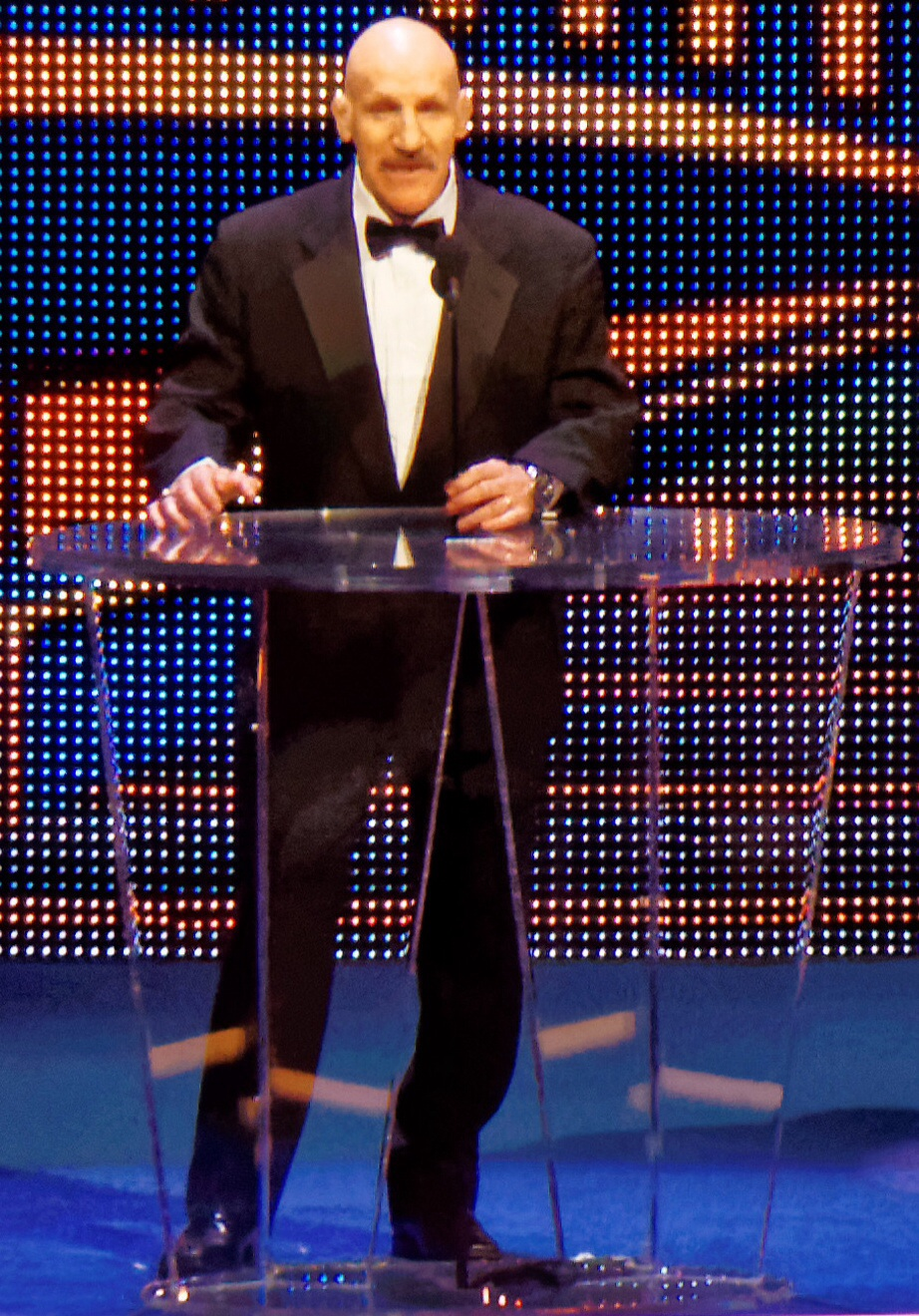
Bruno Sammartino durante la sua introduzione nella WWE Hall of Fame

Sammartino ha rifiutato più volte di entrare a far parte della WWE Hall of Fame, poiché per sua ammissione sarebbe da ipocriti da parte sua accettare l'invito dopo tutto quello che ha detto su McMahon e la federazione nel corso degli anni. Il 19 aprile 2007 ha ripetuto a Vince McMahon che non avrebbe mai accettato di farne parte a causa del cattivo rapporto che ha con la dirigenza. Sammartino è stato uno dei primi introdotti nella Professional Wrestling Hall of Fame ed è incluso anche nella Wrestling Observer Newsletter Hall of Fame.

Il 4 gennaio 2013 la WWE ha annunciato sul proprio sito che Sammartino sarebbe stato introdotto nella classe 2013 della WWE Hall of Fame; a tal proposito lo stesso Sammartino ha dichiarato: 
(Bruno Sammartino riguardo alla sua introduzione nella WWE Hall of Fame)
La cerimonia si tenne il 6 aprile 2013 al Madison Square Garden. Pochi giorni prima della cerimonia ha incontrato per la prima volta Vince McMahon dopo i dissapori che ebbe con lui successivi al suo ritiro. Alla cerimonia, introdotto dal grande amico Arnold Schwarzenegger, il suo nome è apparso sul titantron in verde, bianco e rosso. Bob Backlund, suo vecchio amico e introdotto prima di lui, ha detto di non volersi dilungare troppo, per lasciare spazio al protagonista della cerimonia, lo stesso Sammartino, che ha parlato della sua storia; ha detto di aver sposato la donna che amava sin dalle superiori (Carol, sposata nel 1959 e dalla quale ha avuto tre figli) e che tuttora si allena tutti i giorni. Ha aggiunto anche che a uscire da quel backstage gli è sembrato di tornare a combattere uno dei suoi match in quell'arena, dove ha appena realizzato il 188º sold out della sua carriera.

## Morte
Sammartino ha subito un intervento chirurgico al cuore nel 2011. È morto il 18 aprile 2018, all'età di 82 anni, a causa di continui problemi cardiaci. Oggi riposa nel Cimitero cattolico di Cristo nostro Redentore a Pittsburgh, Pennsylvania.

## Critiche al wrestling moderno

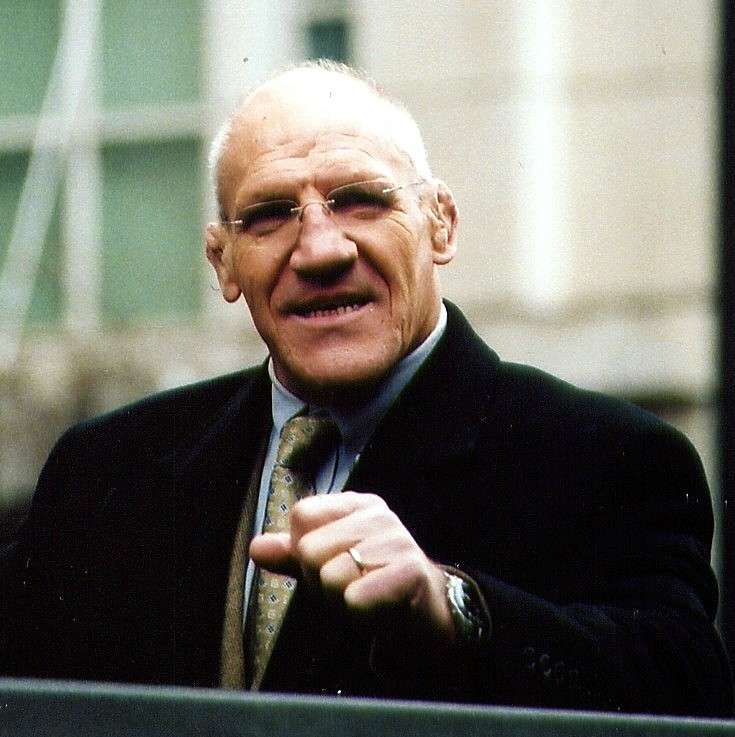
Bruno Sammartino nel 2005

Dopo il suo ritiro, ha pubblicamente condannato la via intrapresa dal wrestling, citando in particolare l'utilizzo di storyline al limite del buon gusto, la prevalenza dei dialoghi sull'azione e il dilagare dell'uso di droghe e steroidi. È stato inoltre molto critico nei confronti di Vince McMahon, dichiarando che è stato "un danno" per la creazione di suo padre.
L'ex campione ha rifiutato per molti anni di partecipare alle retrospettive prodotte dalla WWE sulla sua carriera, accettando invece di partecipare a una serie di documentari di produzione indipendente come Bruno Sammartino's Legends Never Die, La Roccia, The Passing of the Belt e The Boys are Back. Benché sia stato il più grande wrestler degli anni sessanta e settanta, non è stato menzionato nel documentario della A&E The Unreal History of Professional Wrestling: la colpa di ciò, a suo dire, è da attribuirsi a McMahon, il quale ha fornito alla produzione gran parte del materiale.
Rifiutò inoltre la possibilità di commentare qualche match classico tra quelli del "24/7 Channel" del sito della federazione, non volendo avere a che fare con il suo attuale prodotto, e di presenziare alla puntata di Raw che si sarebbe svolta la sera stessa: gli fu infatti detto che il main event sarebbe stato un match tra Chris Benoit e Triple H, ma Sammartino disse che avrebbe presenziato solo se Benoit avesse lottato contro Kurt Angle. Una delle persone alle quali disse questo era proprio Triple H, sconosciuto agli occhi di Sammartino. 

## Personaggio

### Mosse finali
- Bear hug[3]
- Hammerlock
- Pendulum backbreaker

### Manager
- Arnold Skaaland

### Wrestler allenati
- David Sammartino
- Johnny Valiant
- Larry Zbyszko

### Soprannomi
- "The Italian Strongman"
- "The Italian Superman
- "The Living Legend"
- "The Strongest Man in the World"
- “Human Power Plant” in Giappone

## Titoli e riconoscimenti
- Grand Prix Wrestling

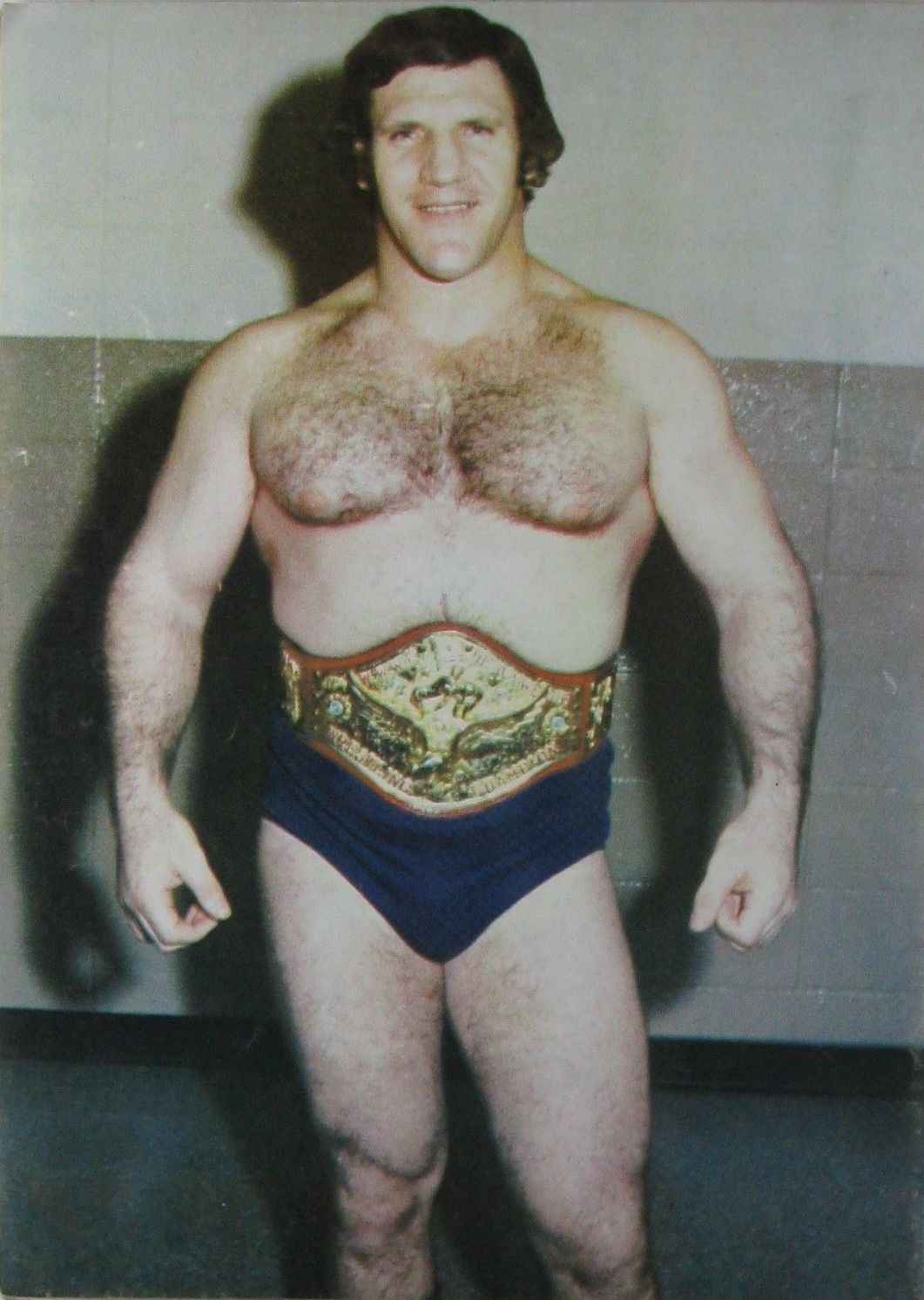
WWWF World Heavyweight Champion Bruno Sammartino

  - GPW Tag Team Championship (1) – con Édouard Carpentier
- Maple Leaf Wrestling
  - NWA United States Heavyweight Championship (1)
  - NWA International Tag Team Championship (1) – con Whipper Billy Watson
- Professional Wrestling Hall of Fame and Museum
- Hall of Fame (2002)
- Pro Wrestling Illustrated
  - Match of the Year (1972) – Battle Royal a Los Angeles
  - Match of the Year (1975) – vs. Spiros Arion a New York
  - Match of the Year (1976) – vs. Stan Hansen a New York
  - Match of the Year (1977) – vs. Billy Graham a Baltimora
  - Match of the Year (1980) – vs. Larry Zbyszko a Showdown at Shea
  - Wrestler of the Year (1974)
  - Most Inspirational Wrestler of the Year (1976)
  - Stanley Weston Awar (1981)
  - 200º tra i 500 migliori wrestler singoli nella PWI 500 Years (2003)
- World Wide Wrestling Alliance
  - Hall of Fame (2008)
- World Wide Wrestling Federation/ World Wrestling Federation/ World Wrestling Entertainment
  - WWWF Heavyweight Championship[4] (2)
  - WWWF United States Tag Team Championship (1) – con Spiros Arion
  - WWF International Tag Team Championship (2) – con Dominic DeNucci (1) e Tony Marino (1)
  - WWE Hall of Fame (2013)
- World Wrestling Association
  - WWA World Tag Team Championship (1)[5] – con Dick the Bruiser
- Wrestling Observer Newsletter
  - Feud of the Year (1980) – vs. Larry Zbyszko
  - Wrestling Observer Newsletter Hall of Fame (1996)

### Altre onorificenze
- Chiavi della città di Franklin (2007)[6]
- Chiavi della città di Jersey City (2013)
- Walk of Fame del Madison Square Garden (2018)